# 毛利就任
毛利 就任（もうり なりとう）は、長州藩一門家老である右田毛利家の8代。父は毛利広定。母は側室。

## 生涯
毛利家一門右田毛利家当主広定の子として生まれる。元服時に父・広定の実弟で藩主となっていた毛利重就より偏諱を受けて就任と名乗り、明和6年（1769年）、父の死去により家督を相続する。父と同じく当職（執政）となり、藩主が従兄弟（重就の子）の毛利治親に代わってもこれに仕えて藩政を主導した。寛政3年（1791年）に当職を辞職、隠居して家督を嫡男の房良に譲る。
享和3年（1803年）死去。